# Karolina Nowakowska
Karolina Nowakowska (ur. 17 maja 1982 w Warszawie) – polska aktorka teatralna, filmowa, serialowa, tancerka i piosenkarka.

## Życiorys

### Rodzina i edukacja
Jest córką Jiříny Nowakowskiej, założycielki pierwszej w Polsce profesjonalnej szkoły Stepowania „Studia Tap & Jazz Dance”, i reżysera Marka Nowakowskiego.
Ukończyła naukę w klasie lingwistycznej IV Liceum Ogólnokształcącego im. Adama Mickiewicza w Warszawie. Jest absolwentką politologii ze specjalnością „dziennikarstwo telewizyjne” na Wyższej Szkoły Dziennikarskiej im. M. Wańkowicza oraz ukończyła podyplomowe studia z Zarządzania kulturą na Wydziale Nauk Humanistycznych Uniwersytetu im. Kardynała Stefana Wyszyńskiego. 
Uczyła się w klasie fortepianu i emisji głosu Państwowej Podstawowej Szkoły Muzycznej nr 1 im. E. Młynarskiego w Warszawie, a także w Studiu Aktorskim przy Teatrze Żydowskim i na Wydziale Aktorskim Wyższej Szkoły Komunikowania i Mediów Społecznych im. J. Giedroycia. W 2006 przed komisją ZASP zdała państwowy eksternistyczny egzamin aktorski, uzyskując dyplom dla aktora dramatu.

### Kariera

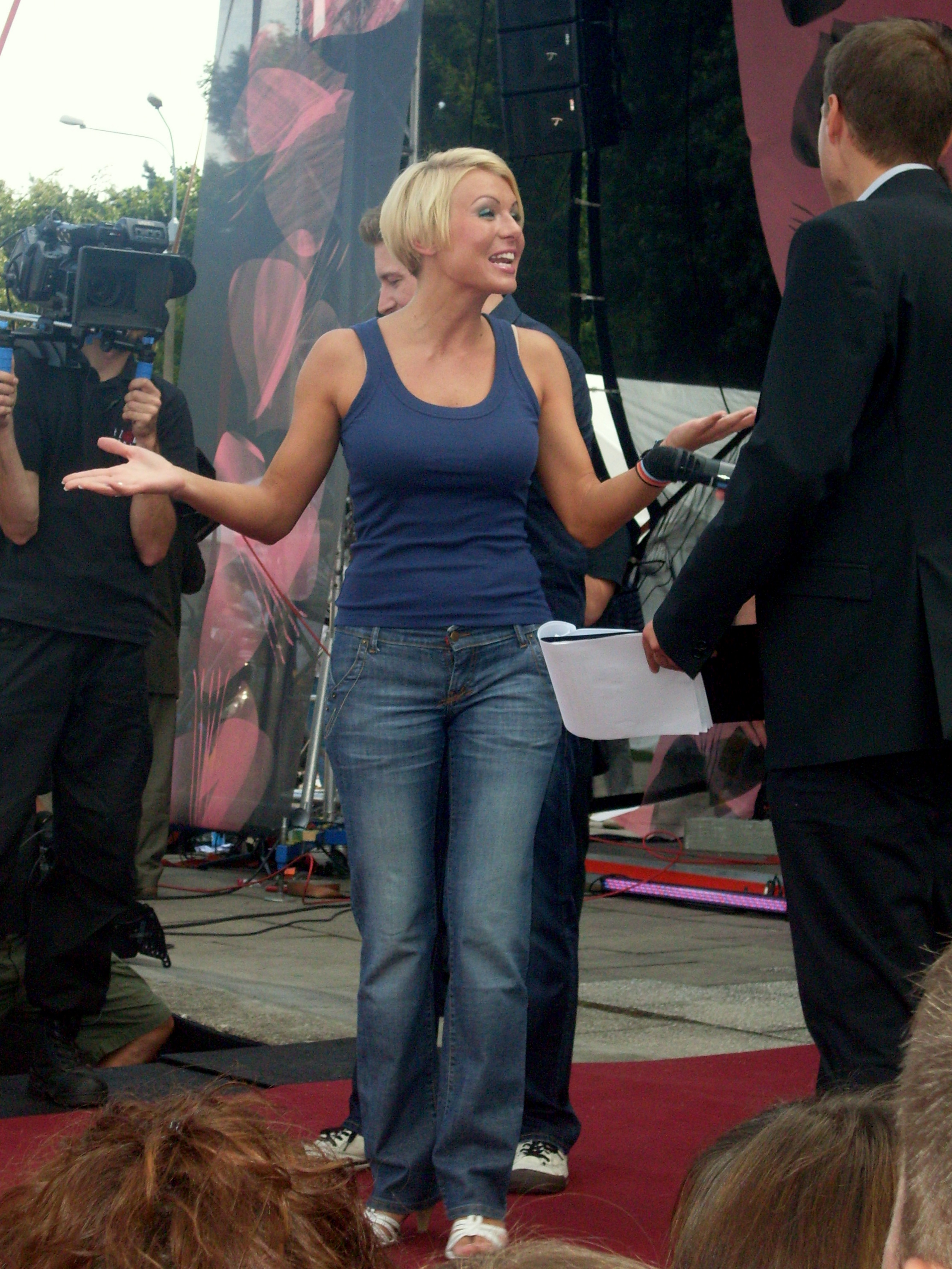
Nowakowska na 3. zjeździe serialu M jak miłość w Gdyni (2009)

Jako dziecko występowała w programie Telewizji Polskiej Domowe przedszkole. Będąc uczennicą szkoły podstawowej, zagrała swoje pierwsze role: dziewczynkę w filmie Piotra Szulkina Mięso i Olę w Teatrze Telewizji Portret słabego pianisty Mirosława Gronowskiego. Była wychowanką Studia Tap & Jazz Dance. Zdobyła wiele tytułów w stepowaniu, m.in. podwójne mistrzostwo Republiki Czeskiej w 1996, Mistrzostwo Polski w 1999 i zwycięstwo w Pucharze Polski w 2001.
Występowała na deskach warszawskich teatrów: Żydowskiego (w sztukach Dybuk – między dniem a nocą, Żyć, nie umierać i Publiczność to lubi w reż. Szymona Szurmieja) oraz Komedia (w sztuce Stepping out w reż. Krzysztofa Jasińskiego). Wcieliła się w rolę Hanny Ordonówny w spektaklu Ordonka z kamienicy w Teatrze Kamienica w Warszawie. Została aktorką warszawskiego Teatru Komedia.
Popularność przyniosła jej rola Olgi w serialu M jak miłość i Anki w filmie Wojciecha Wójcika Randka w ciemno (2009).
Uczestniczyła w drugiej edycji programu rozrywkowego TVP2 Gwiazdy tańczą na lodzie (2008) oraz w czwartej i szóstej edycji programu Polsatu Jak oni śpiewają (2008, 2009). Była felietonistką portalu internetowego Mediaelite.pl i czasopisma „Imperium Kobiet”.

## Filmografia
Filmy i seriale
- 1993: Mięso (Ironica) jako dziewczynka w stroju komunijnym
- 1999: Decyzja należy do ciebie jako Anielka
- 1999: Policjanci jako Bożenka (odc. 4)
- 2000: To my jako ona sama (niewymieniona w czołówce)
- 2002: Kariera Nikosia Dyzmy
- 2002: Kasia i Tomek jako:
  - uczestniczka prezentacji kosmetyków (odc. 28)
  - znajoma Tomka (odc. 31)
- 2002–2008: Samo życie jako Joasia, recepcjonista w redakcji gazety „Samo Życie”
- 2003: Lokatorzy jako panna młoda, klientka restauracji Jacka (odc. 169)
- 2003: Zostać miss 2 jako Magda „Komandoska”
- 2004: Dziki
- Kryminalni jako:
  - 2004: barmanka (odc. 6)
  - 2008: Sabina, żona Łukasza Czecha (odc. 101)
- 2004: Na Wspólnej – żona Damiana
- 2005: Klinika samotnych serc jako modelka Gabi (odc. 2, 5, 6)
- 2005: Pogromczynie mitów jako ankietowana
- 2005–2008: Pitbull jako prokurator
- 2007–2011: M jak miłość jako Olga Jankowska-Ziober, była żona Kuby
- 2007: Prawo miasta jako recepcjonistka w firmie Woytowicza (odc. 17)
- 2010: Randka w ciemno jako Anna
- 2011: Och, Karol 2 jako pracownica lotniska
- Ojciec Mateusz jako:
  - 2013: Roma (odc. 125)
  - 2020: Dorota Wolska (odc. 292)
- 2014: Baron24 jako Kasia, przedstawicielka fitness-clubu (odc. 23)
- 2014: Na krawędzi 2 jako partnerka Magnusa (odc. 1–3)
- 2017: Przyjaciółki jako Beata
- 2016–2017: Na Wspólnej – Kalina Jędrzejczyk
- 2019: Ślad – Marta Jarosławska, była kochanka Rajmunda Wilczyńskiego (odc. 77)
- od 2020: Klan – ginekolog Irmina Kostecka
- 2020: Nieobecni – czeska celniczka (odc. 5)
- 2021: Na dobre i na złe – Roma
- 2022: Na sygnale –  Grażyna (odc. 353)
- 2022: Dragonfly –  kierowniczka
- 2024: Ojciec Mateusz –  Maja Porada (odc. 405)
- 2024: Na sygnale –  Dagmara (odc. 540, 541)

Teatr TV
- 1994: Portret słabego pianisty jako Ola
- 1999: Blues jako dziewczyna

Polski dubbing
- 2004: 6 w pracy
- 2005: B-Daman jako Karat
- 2010-2024: Babar i przygody Badou jako Periwinkle